# Горьковська
Го́рьковська (рос. Горьковская) — присілок у складі Афанасьєвського району Кіровської області, Росія. Входить до складу Ічетовкінського сільського поселення.
Населення становить 14 осіб (2010, 20 у 2002).
Національний склад станом на 2002 рік — росіяни 100 %.